# Viola affinis
Viola affinis är en violväxtart som beskrevs av John Eatton Leconte. Viola affinis ingår i släktet violer, och familjen violväxter. Inga underarter finns listade i Catalogue of Life.

## Bildgalleri

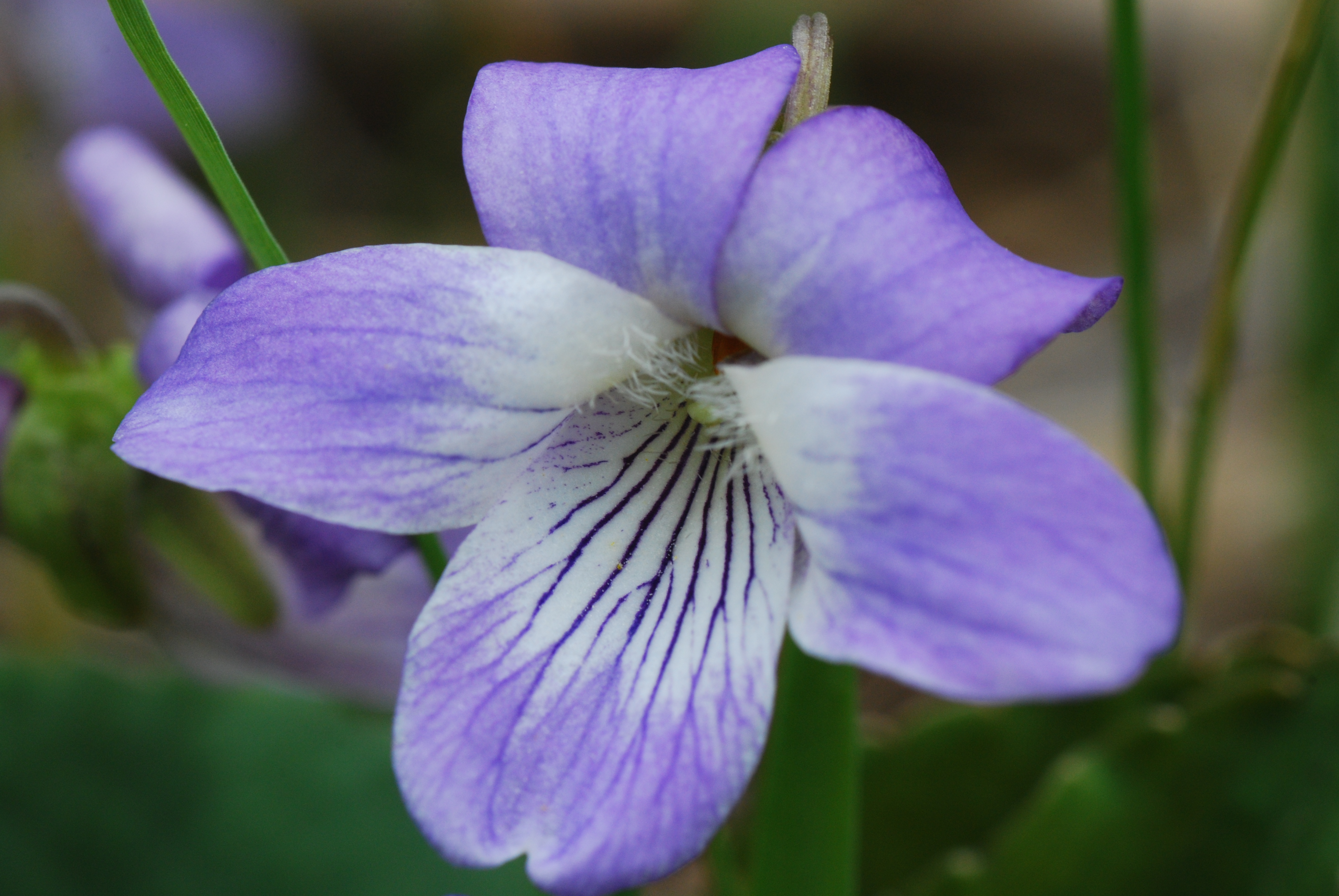
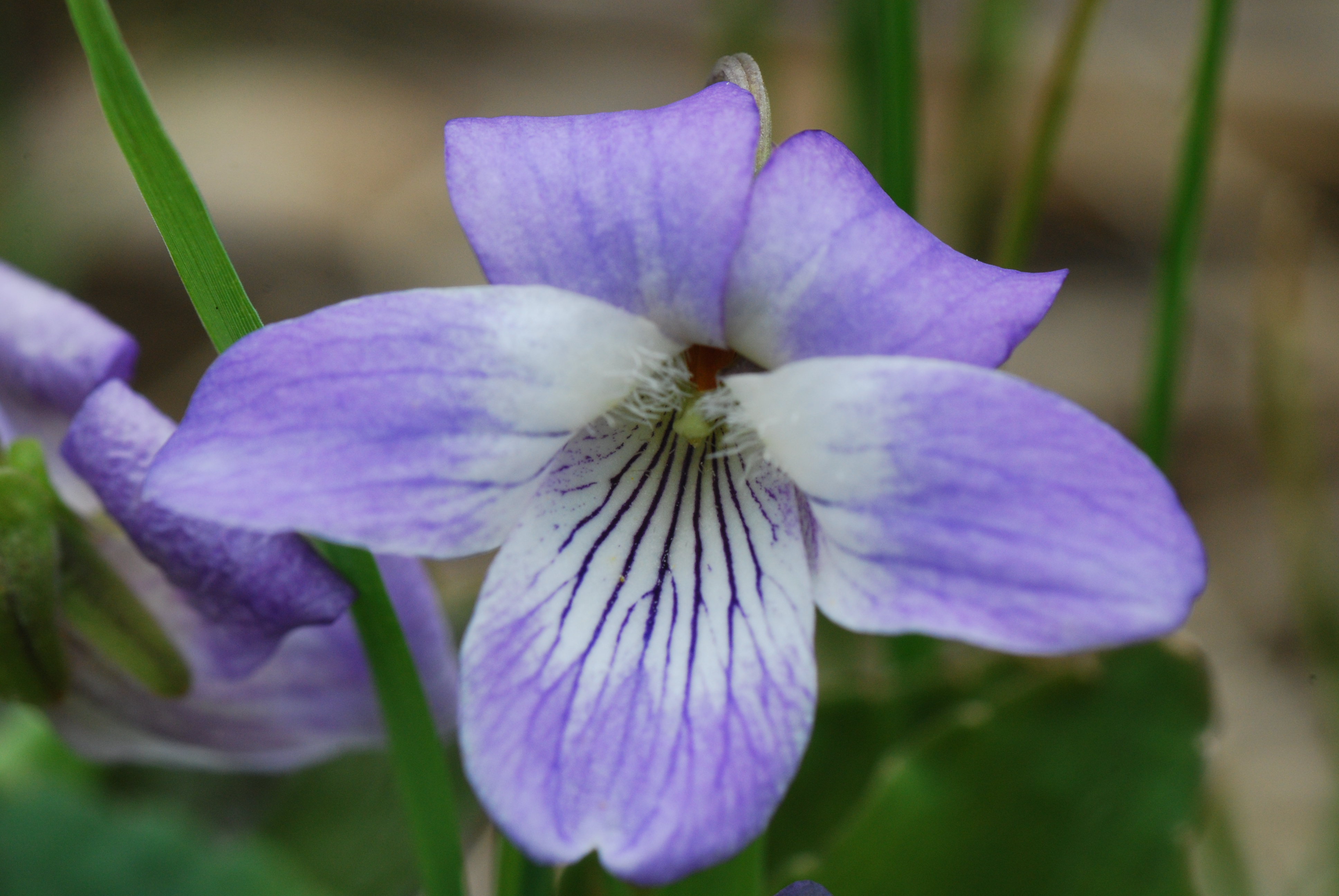
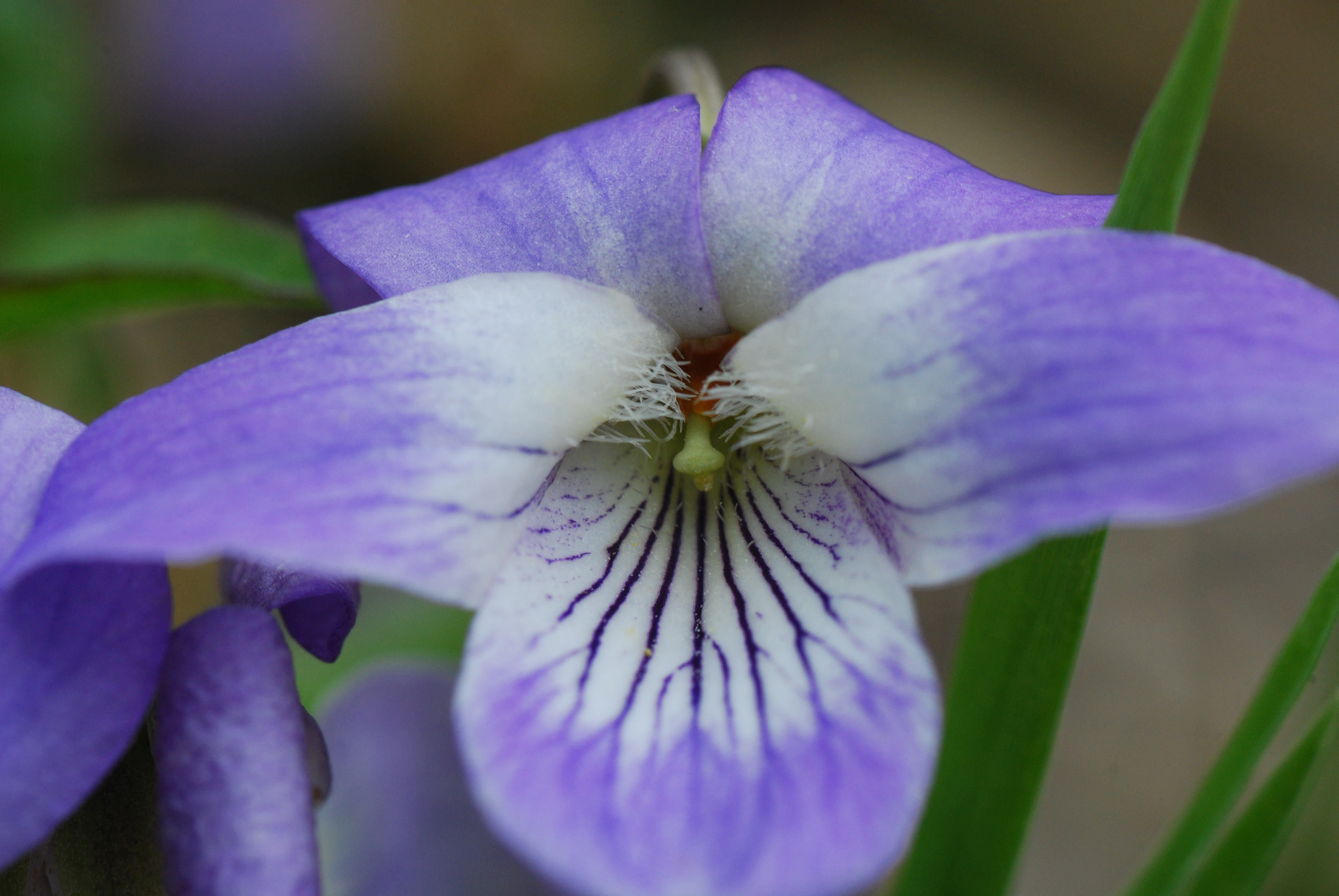
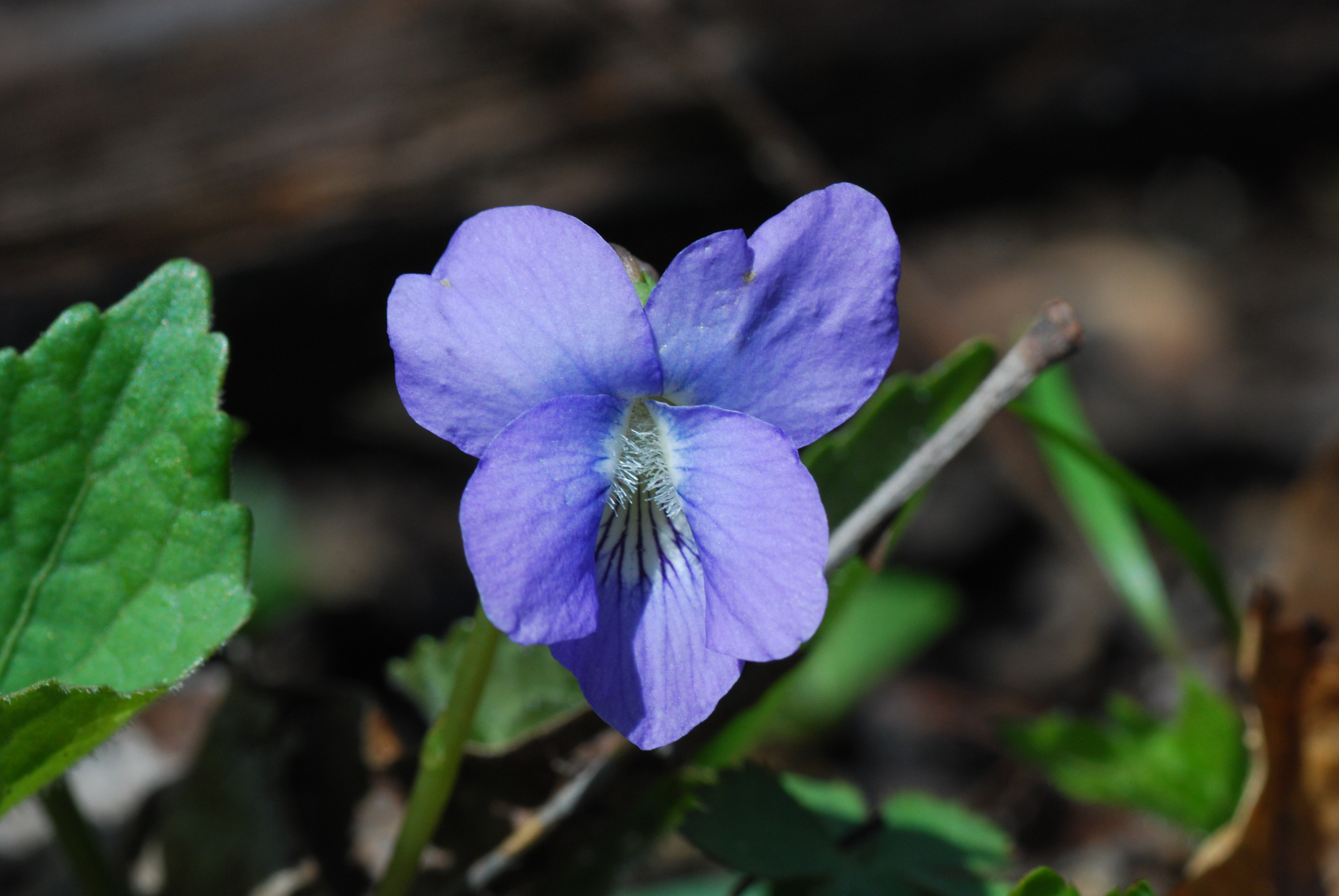
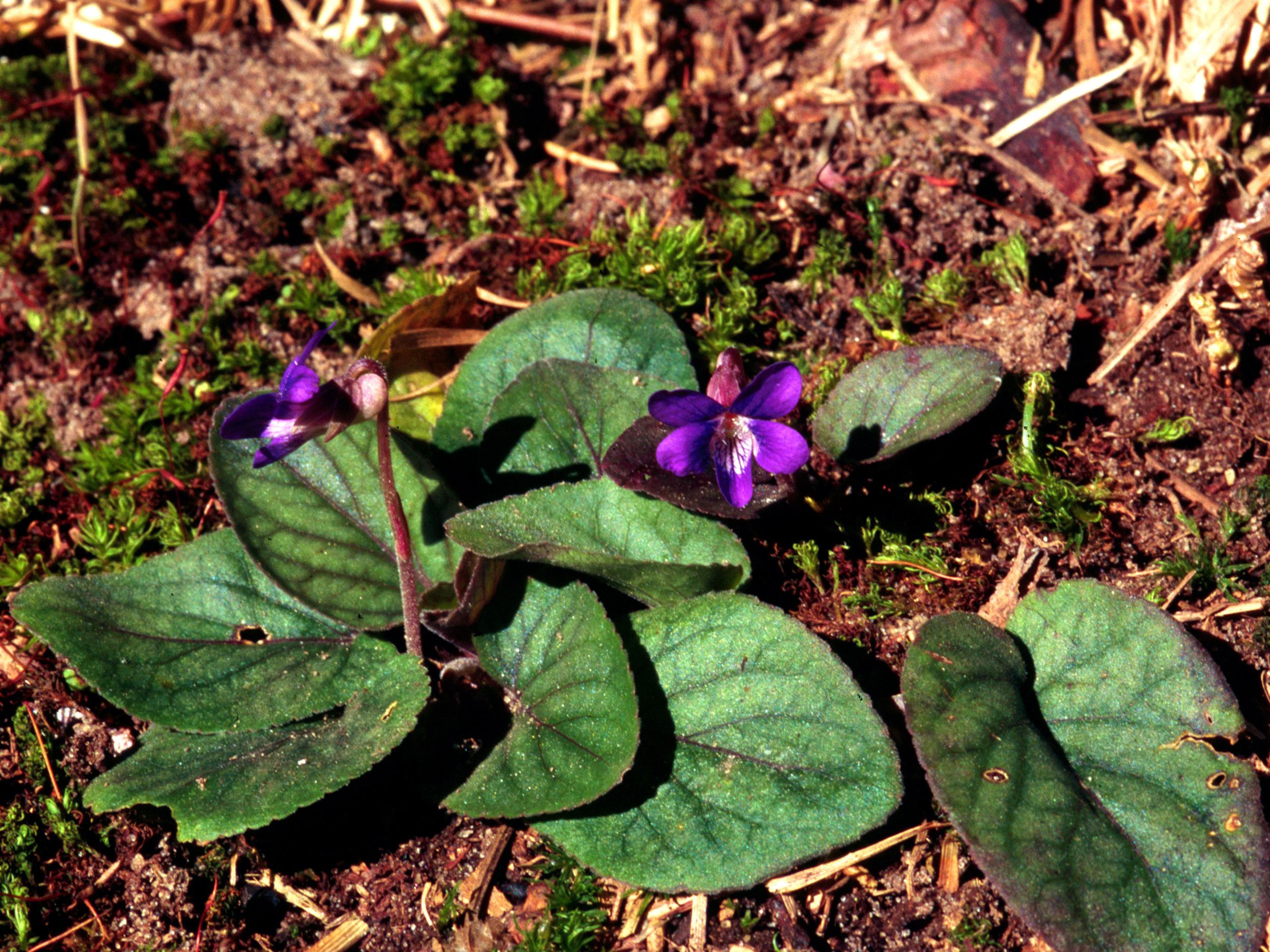
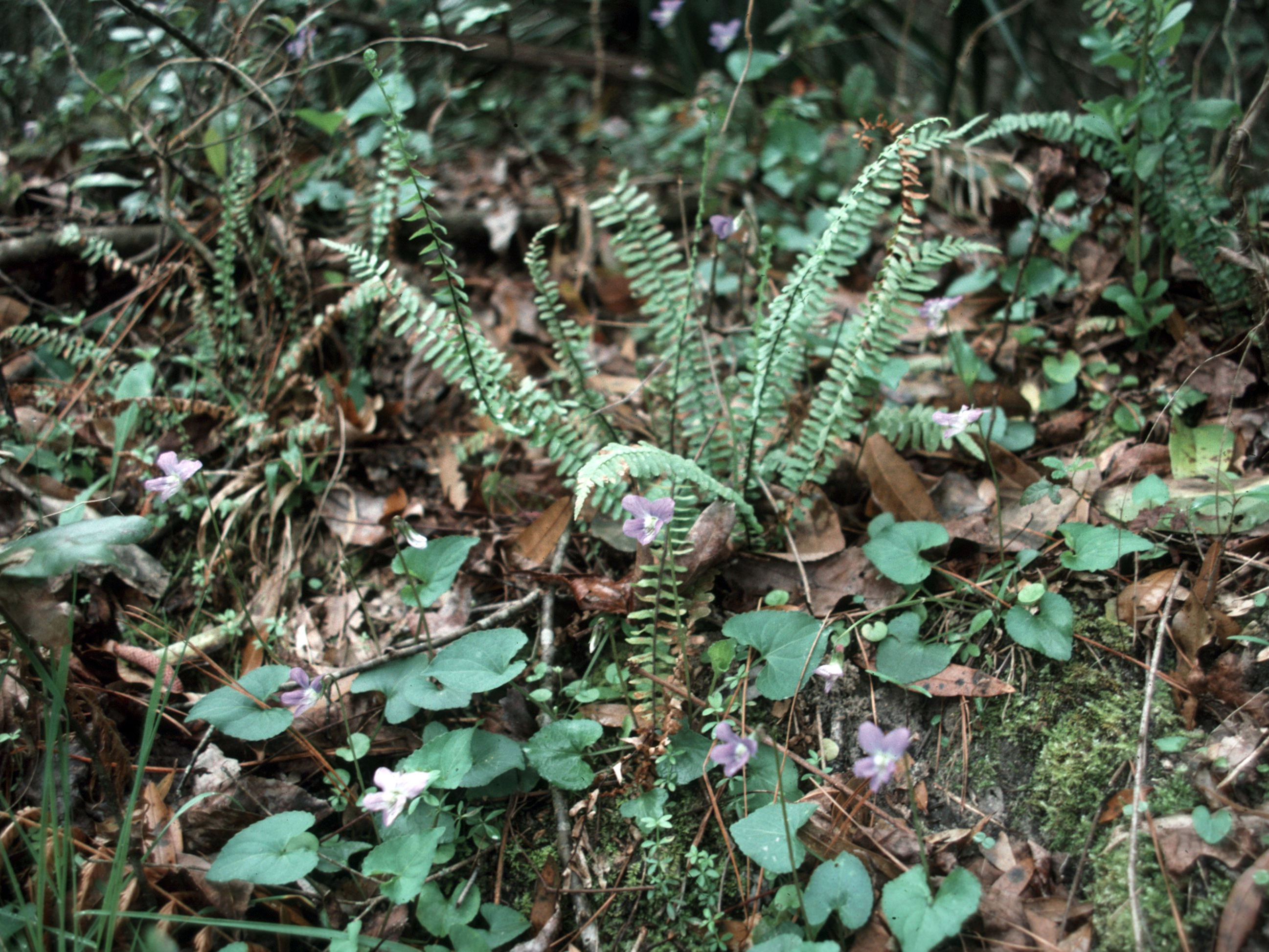